# Yoper
Yoper Linux (Your Operating System) — дистрибутив операційної системи Linux оптимізований для комп'ютерів з процесорами типу 686 і вище. Назву Yoper має також новозеландська компанія в Окленді, яка і розповсюджує даний дистрибутив.
Проект заснував Андреас Жирарде і веде Тобіас Гершнер.
На думку авторів проекту, дистрибутив задовільняє запити мережевих комунікацій, цифрові можливості мультимедіа, графіки і звуку.
Цей дистрибутив може використовуватися і для десктопів, і для серверів, використовує засоби розпізнавання устаткування відомі з Knoppix. Розробники прагнуть оптимізувати збірку Yoper, щоб він став «найшвидшим коробочним дистрибутивом» .